# Andrilovec
Andrilovec je naselje u Gradu Dugom Selu, u Zagrebačkoj županiji.
 
Smješteno 4 km istočno od Dugog Sela. Nalazi se na 105 m nadmorske visine. U naselju je pokretač svih aktivnosti Dobrovoljno vatrogasno društvo s brojnim podmlatkom. Naselje pripada rimokatoličkoj župi Uzvišenja svetog križa, Dugo Selo II. Prema popisu stanovništva iz 2011. godine, Andrilovec ima 286 stanovnika.

## Povijest
Andrilovec se prvi puta spominje 1642. godine pod nazivom Jendrilovci. Ime je dobilo po veleposjedniku Andrilu. U srednjem vijeku dio je božjakovinskog posjeda. Selom su vladali i mali seoski plemići.

## Stanovništvo
Naselje ima 286 stanovnika (uglavnom zrelo i starije) po popisu stanovništva iz 2011. godine. Stanovništvo se uglavnom bavi poljodjelstvom i stočarstvom.
| broj stanovnika | 232   | 286   | 266   | 303   | 346   | 401   | 363   | 343   | 338   | 329   | 303   | 307   | 285   | 261   | 289   | 286   | 284   |
|                 | 1857. | 1869. | 1880. | 1890. | 1900. | 1910. | 1921. | 1931. | 1948. | 1953. | 1961. | 1971. | 1981. | 1991. | 2001. | 2011. | 2021. |